# 4.25문화회관

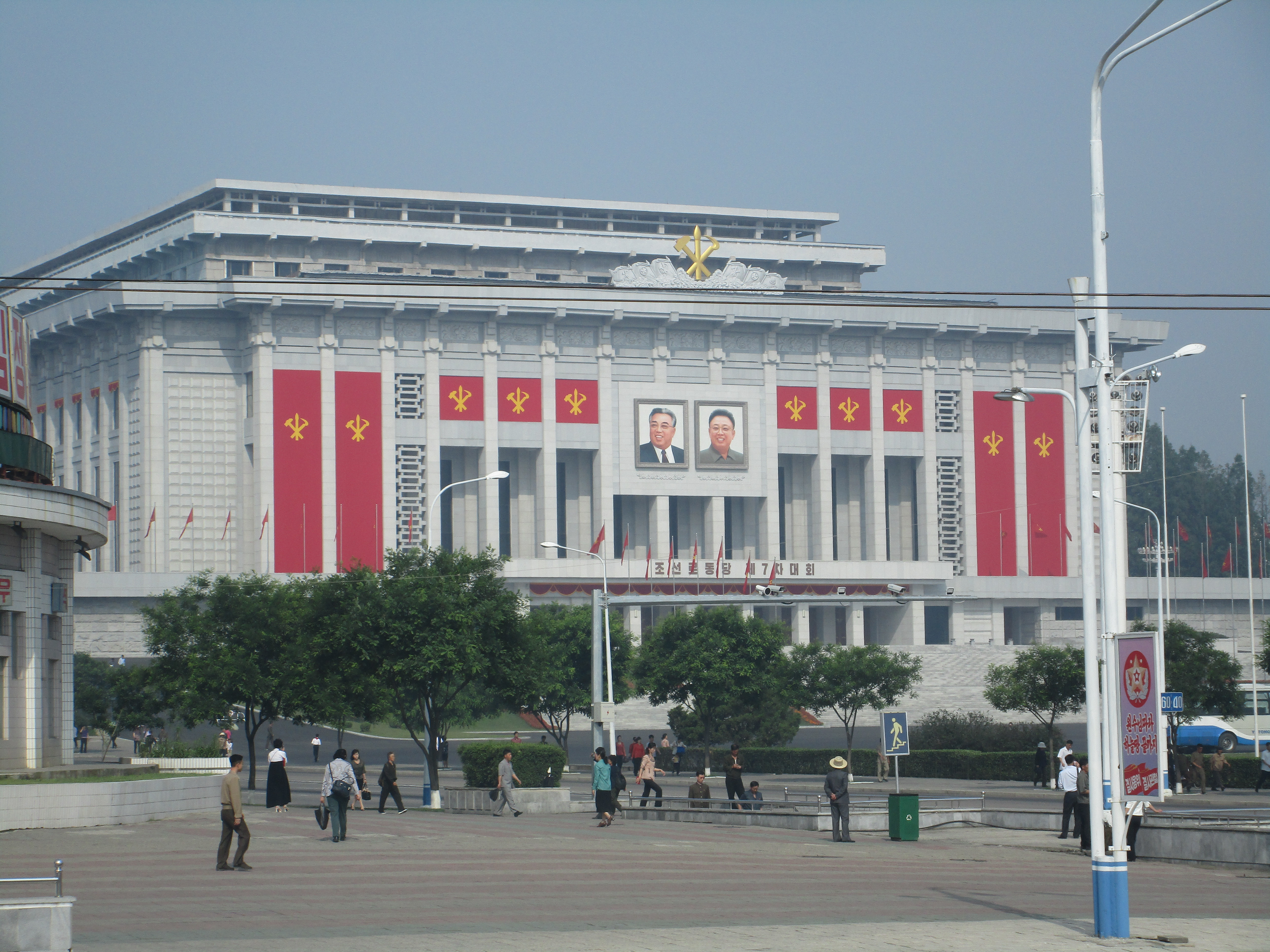
평양시의 4.25문화회관 (2016년 5월)

4.25문화회관(4.25文化會館, 영어: April 25 House of Culture)은 조선민주주의인민공화국 평양직할시 모란봉구역에 위치한 공연장이다. 1974년 4월에 착공하여 1975년 10월 7일에 준공되었고, 7층 규모의 석조 건축물이며 부지 면적은 124,000m2 총 면적은 80,000m2이며, 6,000명 수용 규모의 주 공연장이 있다. 4·25문화회관은 조선민주주의인민공화국 당정의 중앙보고대회를 비롯하여 주요 회의, 행사 그리고 예술 공연이 열리는 곳이며 또한 군사 및 정치 집회 장소로도 활용되고 있다.

## 역사
개관 당시에는 2.8문화회관(2.8文化會館)이었지만 1995년 10월에 4.25문화회관으로 변경되었다고 알려져 있다. (1975년 개관 당시에는 조선인민군 창건일이 1948년 2월 8일이었지만 1978년 김일성 주석이 1932년 4월 25일에 항일 유격대인 조선인민혁명군을 결성했었다고 주장하면서 지금과 같은 이름으로 바뀌게 되었다. 1978년에 창건일이 4월 25일로 변경되면서 문화회관 이름도 곧바로 변경되었음에도 국내에는 안 알려진 것인지 모르겠지만 국내 언론에서는 확실히 1995년부터 10월부터 4.25문화회관이라는 명칭을 사용했다.)
2007년 남북정상회담 당시 노무현 대한민국 대통령을 위한 공식 환영식이 2007년 10월 2일 이곳 4.25문화회관 광장에서 있었다. 또한 조선로동당 제7차 대회가 2016년 5월 6일부터 5월 9일까지 이 곳에서 열렸다.

## 구성
조선민주주의인민공화국의 공연 시설 중에서 가장 큰 규모를 갖고 있으며 중앙 현관 홀, 관람 홀 그리고 무대 등으로 구성되어 있는데, 중앙 현관 홀은 2층 관통 홀로 이루어져 있으며 홀의 좌우 복도에서는 사진전 등의 전시도 가능하다. 관람 홀은 6,000명을 수용할 수 있는 대형 극장과 1,100석 규모의 극장, 600석 규모 영화관으로 구성되어 있다. 무대는 기본 무대, 옆 무대 그리고 뒤 무대 등으로 이루어져 있으며 현대적인 무대설비, 음향설비 그리고 공기청정설비 등을 갖추었다. 공연장 무대에서는 최대 500명이 동시에 공연할 수 있다. 2005년의 건물 외관 재단장 공사에 이어서 2012년 1월 리모델링 공사를 마치고 다시 개관하였다.

## 외관
4.25문화회관의 겉모습은 지형적 특성과 평양시의 전반적 건축설계 구도 그리고 문화 건물로서의 상징성을 참작하여 마감 처리되었다고 한다. 건물의 바깥벽 아래층과 위층 좌우 양쪽에는 혁명의 사령부를 보위하여 그리고 불패의 혁명대오 등으로 명명된 모자이크식 벽화가 그려져 있으며, 주 극장에도 주석단 상하 전면과 중앙 홀의 좌우 벽면에는 여러 개의 선전 문구가 새겨져 있다. 2005년 10월 4.25문화회관이 새롭게 단장됐다고 재일본 조선인총연합회 기관지인 조선신보가 보도하였는데, 그 기사에 의하면 건물 외부는 화강암을 붙여 건물의 품위를 높이었고 건물 하단부에는 자연미 느낌이 나는 돌을 일정 높이로 붙여주었으며 건물 정면의 양쪽 벽은 장식 돌로 부각했다고 한다. 그리고 건물 벽체 윗부분은 김일성화, 김정일화 조각돌로 장식하였으며 건물 외벽, 창문 그리고 현관도 현대적인 모습으로 개조하였다고 전했다.

## 방송
- 걸어서 세계속으로 572회 - 평양속으로 (2018년 9월 15일)